# Livet är härligt
Livet är härligt,

Tavaritj vårt liv är härligt.

Vi alla våra små bekymmer glömmer,

när vi har fått en tår på tand en skål.

Ta dig en Vodka,

Tavaritj en liten Vodka.

Glasen i botten vi tillsammans tömmer,

det kommer mera efter hand.
Livet är härligt är en svensk dryckesvisa från Chalmersspexet Katarina II från 1959, med svensk text till melodin från den ryska sången "Poljusjko-polje". Sången heter egentligen "Dryckesvisa", men omnämns ofta som "Livet är härligt, tavaritj", "Livet är härligt" eller bara "Livet". Sången har uppmaningen "Ta dig en vodka" som används i studentikosa sammanhang.
Sången inleder sittningar på Chalmers och är etablerad som snapsvisa i svensk studentkultur. 
Melodin Poljusjko-polje är av Lev Knipper(en). Jazzpianisten Jan Johansson spelade in en version av den med namet "Stepp, min stepp" på albumet Jazz på ryska.

## Fotnoter
1. ↑  Arkadij Waxberg (7 juli 2003). ”Die Leander egentligen kamrat Zarah?”. Svenska Dagbladet. http://www.svd.se/kulturnoje/understrecket/artikel_99666.svd. Understreckare.